# 斯蒂维·张
斯蒂维·张（曾經被錯誤翻譯為陳秀，1990年1月26日—），祖籍广东深圳龙岗，大溪地客家籍足球运动员暨電訊公司操作員，司职前鋒，效力於塔希提甲级联赛AS龍隊。

## 足球生涯
斯蒂维·张在09-10赛季出道于大溪地低级联赛的AS Samine队，表现极其抢眼，并在09年随队出征在埃及举办的U20世界杯的小组赛，虽然先后以8：0负西班牙U20，0：8负委内瑞拉U20，0：5负尼日利亚U20这样三战皆惨败的战绩被淘汰出局.2010年斯蒂维被AS Dragon队相中随即签下，10-11赛季代表AS Dragon队在大溪地甲级联赛中17次出场打入12粒进球获得了该年度的金靴.这样惊艳的表现征服了大溪地国家队的主教练，于是在2011年的大洋洲运动会上，20岁的斯蒂维首次为大溪地成年队出战，在6次出场中打入6球，最终球队获得了一枚铜牌。
在这样一个完美的赛季后，斯蒂维决定出去闯一闯，在11-12赛季，他和大溪地国家队阵中著名的Tehau四兄弟中的老四Alvin Tehau一起加盟了比利时丙级联赛A组的FC Bleid队。但是现实是残酷的，在经历了一个赛季无球可踢的悲惨遭遇后，斯蒂维默然回到了大溪地岛，继续代表AS Dragon参加2012-2013赛季的大溪地甲联赛。截止到1月3日，Steevy已经为AS Dragon队打入了11粒联赛进球，位列射手榜第二位。
虽然旅欧踢球不如意，但是获得2012年的大洋洲国家杯的冠军，让斯蒂维欣喜不已，他在该项赛事中12次出场打入4球，并且在决赛中打入了唯一一粒决定胜负的进球，帮助球队1：0小胜对手新喀里多尼亚队，首捧大洋洲国家杯。

## 家庭
斯蒂维·张的高祖父母都是来自深圳龙岗的客家人。根据他的介绍，他甚至在国内还有亲属，但是由于好几十年过去了，自己很难确定他们现在如何。他本人会简单的客家話。